# 地底の足音
『地底の足音』（ちていのあしおと）は、水木しげるによる日本の長編漫画作品。1962年（昭和37年）に貸本漫画として発表された。
H・P・ラヴクラフトの小説『ダンウィッチの怪』の翻案作品であり、舞台を日本に置き換えた以外は原典に比較的忠実に話を展開している。クレジットは記載されていないが、クトゥルフ神話絡みの書籍では扱われるケースもある。
評論家の米澤嘉博は『秘神界 歴史編』（創元推理文庫）収録の『ラヴクラフトのいる風景 -マンガとラヴクラフトの40年-』において本作を取り上げ、水木しげるの少年期とラヴクラフトの境遇の相違や、作品への影響を論じている。

## ストーリー
得体のしれない形をした山の麓に存在する八つ目村、そこに迷い込んだ鳥取大学の学生、青山はとある一軒家で臨終を迎えようとしている老婆と出会う。老婆から足立家の妖術使いの老人と、その孫である山羊の様な顔の子供の話を聞いた後、老婆の臨終を看取った彼は大学の白井博士に相談を持ちかける。昔から八つ目村にて怪奇な事件が続いていることを博士から知った青山は、村に赴き足立家を調べようとする。

## 登場人物
青山（あおやま）
鳥取大学の学生。白井博士やナレーションからは「青山君」と呼ばれる。八つ目村に迷い込んだことを切っ掛けに、足立家の企みに遭遇することとなる。
白井博士（しらい -）
鳥取大学民俗学研究室の教授。72歳の高齢。青山と共に八つ目村に蠢く足立家の野望を知ることとなり、妖怪ヨーグルトを消し去るために呪文で対抗する。
足立 文造（あだち ぶんぞう）
足立家の妖術使いと噂される老人。孫の蛇助の言葉を通訳し、青山にペルシャの狂人アトバラナの記した書物『死霊回帰』を取り寄せてもらうように依頼する。心臓を患っている。
足立 蛇助（あだち へびすけ）
文造の孫。この世に生を受けて僅か3年だが、既に大人の体躯を持っている。山羊の様な顔を持ち、人間のものとは違う言語を用いる。
妖怪ヨーグルト
足立家の家屋の中で育てられていた、巨大な透明の怪物。イブン・ガジの秘粉を浴びせることにより姿を可視することが可能。その正体は蛇助の双子の兄弟で、人間の母親の血を濃く引いた蛇助と異なり、ヨーグルトは父親の血を濃く引いている。

## 書籍情報
- 『水木しげる貸本漫画傑作選8 墓の町 地底の足音』（朝日ソノラマ、1986年11月、ISBN 978-4-2579-6107-9）
- 『水木しげる 魍魎 貸本・短編名作選 地獄・地底の足音』（ホーム社漫画文庫（集英社）、2009年7月、ISBN 978-4-8342-7458-5）
- 『貸本漫画集(6) 地底の足音 他』（講談社〈水木しげる漫画大全集〉、2014年3月、ISBN 978-4-06-377503-7）